# Gedecentraliseerd web
Het gedecentraliseerde web is een onderzoeksprogramma van onder meer Mozilla dat voorstelt het internet te reorganiseren met behulp van peer-to-peer infrastructuur in plaats van gecentraliseerde datahostingdiensten. De belangstelling voor het gedecentraliseerde web is ontstaan door het gebrek aan vertrouwen in organisaties die netwerken onderhouden, als gevolg van schandalen met betrekking tot massasurveillance, inhoudscontrole en internetcensuur. Voorgestelde mechanismen omvatten gedecentraliseerde identificatiemiddelen (DIDs) en gedistribueerde registers (DLT). Een gedecentraliseerde munt kan een nuttig element zijn in zo'n gedecentraliseerd webplatform. Een dergelijke omgeving is echter ook een uitkomst voor het Dark web.